# Bántainé Sipos Éva
Bántainé Sipos Éva (Máramarossziget, 1919. június 3. – Gyula, 2019. február 4.) zenepedagógus, zongoratanár. Bántai Vilmos fuvolaművész, zenetanár felesége.

## Élete
Nagysolymosi Sipos Ferenc Géza (1890–1978) törvényszéki tanácselnök és Bertók Ilona Julianna (1895–1980) leányaként született. Gyermekkorát Gyulán töltötte. Tanulmányait a Liszt Ferenc Zeneművészeti Főiskola zongora szakán 1940 és 1943 között Hegyi Emánuelnél, majd 1948-tól 1951-ig a Szegedi Tanárképzőn végezte. Első munkahelye Békés-Tarhoson volt, ahol a helyi iskolában száznál több gyereket tanított zongorázni. Tanítványai között volt Szokolay Sándor zeneszerző, karmester. Ezt követően a gyulai általános iskolában és gimnáziumban ének-zene órákat adott, a zeneiskolában pedig zongorát és szolfézst tanított. Életének következő állomásai a szegedi Pedagógiai Főiskola volt, majd a pécsi zeneművészeti szakiskola. 1960-tól 1982-es nyugalomba vonulásáig a Bartók Béla Zeneművészeti Szakközépiskola zongora- és zeneelmélet-tanára, igazgatóhelyettese volt. A Liszt Ferenc Zeneművészeti Főiskolán a rendkívüli tehetségek, majd Soproni József utódaként a metodika és gyakorlati tanítás tanára volt. Számos kurzust tartott a tengerentúlon és Nyugat-Európában.
A gyulai Szentháromság temetőben helyezték végső nyugalomra.

## Családja
Első férje dr. Wolf Zoltán Sándor főhadnagy volt, akivel 1942. március 30-án Gyulán kötött házasságot, majd 1955-ben elvált tőle. Második férje Bántai Vilmos fuvolaművész, zenetanár volt.
Húgának unokája Márki-Zay Péter közgazdász, politikus.

## Művei
- Könnyű előadási darabok fuvolára (Bántai Vilmossal)
- Bartók-Kodály zenekari műveinek átirata fuvolára és zongorára (Bántai Vilmossal, Budapest, 1977, 1980)
- A jó muzsikus látja, amit hall és hallja, amit lát (Fővárosi Pedagógiai Intézet, Budapest, 1998)

## Díjai, elismerései
- Oktatásügy Kiváló Dolgozója (1975)
- MAOE Weiner Leó-díja (2002)[4]
- Magyar Művészeti Akadémia – Zeneművészeti díj (2016)